# Otto Eiselsberg
Otto Eiselsberg (* 7. März 1917 in Wien; † 25. Dezember 2001 ebenda, bis 1919 Freiherr von Eiselsberg) war ein österreichischer Diplomat.

## Leben
Eiselsberg war das jüngste Kind und einziger Sohn des österreichischen Chirurgen Anton von Eiselsberg und Agnes von Pirquets, der Schwester des Wiener Kinderarztes Clemens von Pirquet.
Eiselsberg studierte Jus in Wien und war dort von 1936 bis 1938 auch Hörer der Konsularakademie Wien. 1939 promovierte er in Wien. Nach Tätigkeiten im diplomatischen Dienst in London, Genf, Canberra und Moskau ging Eiselsberg als Botschafter Österreichs nach Tokio (1966–1970) und Paris (1974–1982).

## Auszeichnungen
- 1957: Bundesverdienstkreuz 1. Klasse der Bundesrepublik Deutschland
- 1983: Großes Silbernes Ehrenzeichen mit dem Stern für Verdienste um die Republik Österreich[1]

## Werke
- Erlebte Geschichte. 1917–1997. Böhlau Verlag, Wien 1997. ISBN 3-205-98682-2.